# Снятие с виселицы
Снятие с виселицы — ритуализированное наказание в средневековой Франции, одна из разновидностей публичного покаяния (amende honorable). Наряду с письмом о помиловании (lettre de rémission), одна из форм восстановления общественного положения, причём не только для правонарушителя, но и субъекта его несправедливых действий. Такое покаяние применялось по отношению к судьям допустившим в своей деятельности ошибку, превышение власти. Такие действия могли серьёзно компрометировать королевскую власть от лица которой он выступал. За это он должен был признать свою вину и исправить свой проступок, покаявшись перед всеми публично. Среди превышений служебных полномочий (abus de justice) к XIV — началу XV века в регистрах Парижского парламента фигурируют: несправедливое обвинение или смертный приговор, необоснованное тюремное заключение, незаконное применение пыток, превышение юрисдикции, другие тяжкие преступления.
Такое наказание, как снятие с виселицы, было довольно редким явлением и сохранилось немного источников, описывающих такие случаи. Его особенностью было то, что светская процедура в нём тесно переплеталась с религиозными элементами, так как именно от них и берёт начало ритуал. Судя по источникам, покаяние было приурочено к религиозным праздникам (обычно к ближайшим после вынесения решения), что, видимо, свидетельствует о первоначальном несветском его происхождении. Как и другие средневековые публичные наказания (например, «бег», поездка на осле), покаяние обязательно происходило днём и в присутствии большого количества людей. Так, наиболее удачным для наказания считалось то время, когда рыночные дни совпадали с церковными праздниками. В установленное время, человек, подвергшийся процедуре покаяния за abus de justice, в нижней рубашке и босой выходил из здания тюрьмы (суда) в сопровождении стражников, чьё присутствии было необходимо не только для того, чтобы он не сбежал, но и обезопасить его от возможного нападения близких жертвы нарушения судопроизводства. Он двигался в составе праздничной процессии, направлявшейся к церкви. Предполагается, что в ней принимали участие и родственники повешенного, но достоверных данных по этому вопросу не сохранилось. Прибыв к месту казни, провинившийся судья должен был лично снять тело незаконно повешенного и переместить его в церковь или дом родственников. Обязательным элементом ритуала был поцелуй в губы. По мнению историка-медиевиста Ольги Тогоевой: «Поцелуй этот символизировал союз мёртвого и живого тела, попытку вдохнуть несправедливо отнятую жизнь и установление мира. Ритуал поцелуя, восстанавливая поруганную честь умершего и, одновременно, умаляя достоинство преступника, исполнял функцию отведения агрессии: предотвращал возможность мести со стороны родственников потерпевшего». Если жертва судебного произвола оставалась живой, то поцелуй заменялся поклоном, преклонением колен. В том случае если тело повешенного разложилось, то допускалось его заместить имитацией в натуральную величину.
Церковная часть наказания была по возможности скрыта от глаз посторонних. В соответствие с приговором судья должен был установить в ней определённые культовые предметы, например свечи, статуэтки в память о погибшем. В церкви происходила процедура покаяния. Со временем сложилась традиция посвящения повешенному заупокойной мессы с обращением к Богу благословить погребение на католическом кладбище, так как в общих случаях в отношении повешенных это не допускалось. Провинившийся судья должен был присутствовать на похоронах. После совершения ритуала судья мог находиться на государственной службе, в том числе и на прежнем месте, восстановить своё положение в обществе.